# 台灣導盲犬協會
台灣導盲犬協會（英語：Taiwan Guide Dog Association）是一個台灣非營利組織，成立於2002年4月13日，主要目標是建立並推動導盲犬制度。先後成為國際導盲犬聯盟（International Guide Dog Federation）、亞洲導盲犬育種聯盟（Asia Guide Dogs Breeding Network）及國際輔助犬組織（Assistance Dogs International）的正式會員。

## 導盲犬訓練過程

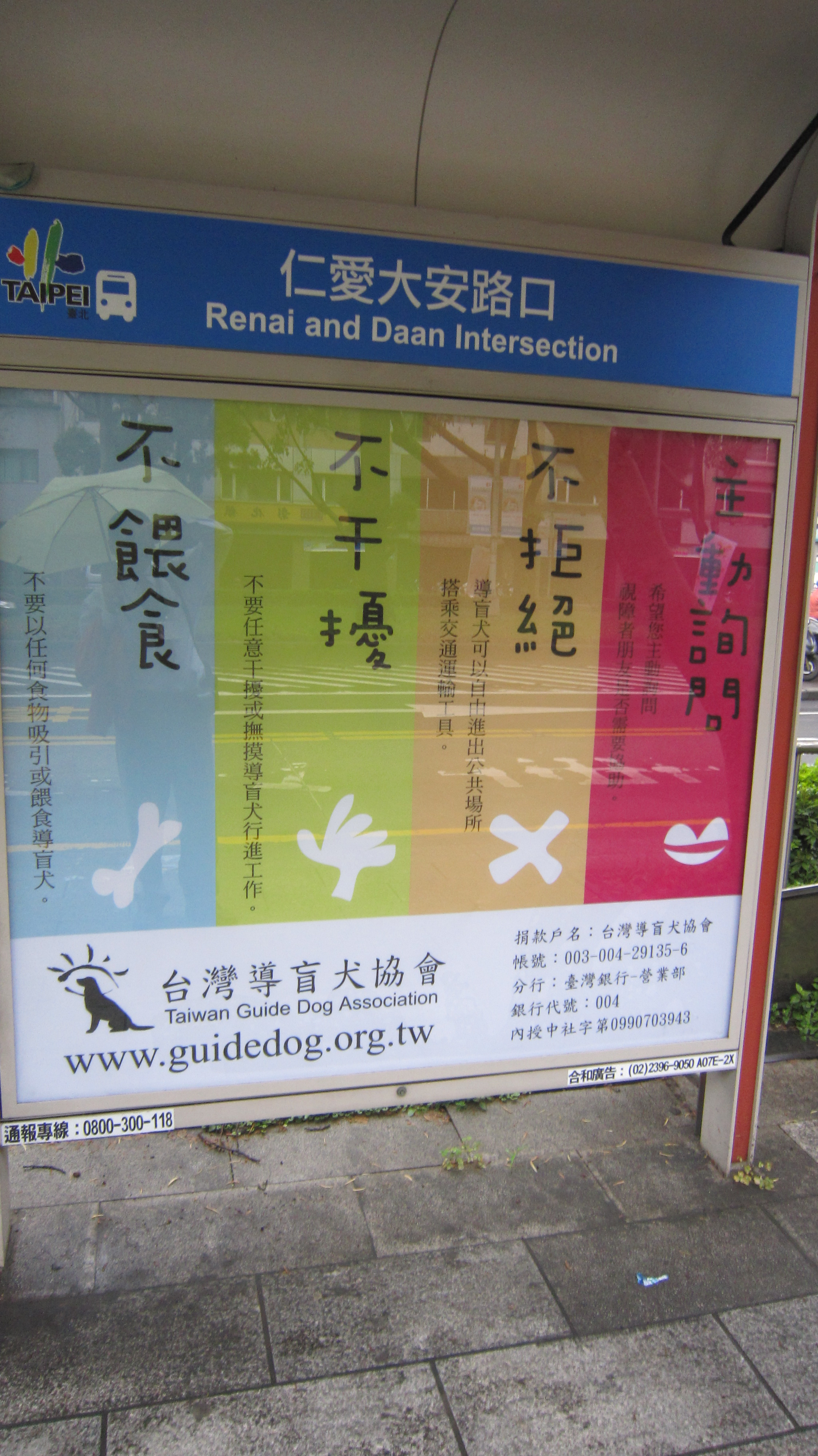
台灣導盲犬協會的廣告海報，宣導遇見導盲犬時應遵守的「三不一問」原則。

在導盲幼犬出生後約2個月大時，就會送到寄養家庭成長，使導盲犬從小就習慣和人類接近，以培養其溫馴的個性。等到幼犬18個月大時才會回到協會。之後則由訓練師接手開始導盲犬的引導訓練，費時約6至10個月。
當為視障者服務的導盲犬至10至12歲時便會面臨退休。目前台灣導盲犬協會一年大約有2－4隻導盲犬退休。

## 活動
多年來，台灣導盲犬協會一直在台灣舉辦各樣的導盲犬宣導活動，向社會大眾招募導盲犬家庭，包括走入校園向學童宣導導盲犬知識。每年，協會還會發行公益性質的導盲犬桌掛曆。自2005年起，台灣銀行與台灣導盲犬協會合作，推出「導盲犬認同卡」，每當持卡者消費一筆金額時，台銀方就從中提撥0.375％款項贊助導盲犬協會。
除此之外，台灣導盲犬協會也積極與世界各國的其他導盲犬組織交流合作，包括指導山東發展導盲犬基地；贈送2隻導盲幼犬Google和Iris給香港。
2021年2月5日，副總統賴清德至台灣導盲犬協會參訪。同年12月23日，台灣導盲犬協會理事長劉棟一行人亦到總統府拜會賴清德。

## 相關事件
- 2013年9月，9個月大的導盲犬Xanti於台北市一間公園內遭張姓男子以拖鞋打瞎左眼，台灣導盲犬協會依《毀損罪》及《動物保護法》向張男提出告訴。2014年3月該案於台北地院開庭當日，台灣導盲犬協會還特地安排八隻導盲犬及二位導盲犬使用者入場聆聽，成為台北地院首次有導盲犬旁聽的案例[19][20]。張男最終被法官依毀損罪判刑4月[21]。
- 2016年6月，台灣導盲犬協會季刊《Guide Dog報報》上理事長謝韻明的一段發言指稱家庭應為一夫一妻組成，有網友認為是「反同性婚姻」立場，引發熱議。台灣導盲犬協會隨後於臉書發文澄清，表示協會尊重每個人的立場[22][23]。
- 2017年，台灣導盲犬協會由於未依動保法規定為導盲犬申報免絕育，而遭台北市政府裁罰三萬元[24][25]。

## 外部連結
- 官方网站
- 台灣導盲犬協會的Facebook專頁
- 台灣導盲犬協會的Instagram帳戶